# Missillac

Missillac este o comună în departamentul Loire-Atlantique, Franța. În 2009 avea o populație de 4,803 de locuitori.